# Colletes dusmeti
Colletes dusmeti är en biart som beskrevs av Noskiewicz 1936. Colletes dusmeti ingår i släktet sidenbin, och familjen korttungebin. Inga underarter finns listade i Catalogue of Life.